# Уитли, Джон
Джон Уитли (англ. John Wheatley; 22 октября 1772— 13 августа 1830) — британский юрист и экономист, буллионист, один из главных сторонников металлистической теории денег.

## Биография
Джон Уитли родился в Эрите, графство Кент, Англия 22 октября 1772 года, в уважаемой и богатой семье. Отец был видным землевладельцем и военным.
Степень бакалавра получил в 1793 году в колледже Крайст-черч при Оксфордском университете. Затем был принят в Линкольнс-Инн. Его жизнь была посвящена в основном писать по экономике, был членом партии вигов. С ним в Крайст-Черче учился Чарльз Уоткин Уильямс-Уинн, племянник лорда Гренвилла. Уитли был активен в поддержке Гренвилла в его успешных кампаниях в 1809 году на пост канцлера Оксфордского университета. Переписывался с Уинном в 1812 году с целью баллотироваться в парламент от партии вигов, но ничего не вышло из этого.
Умер 13 августа 1830 года в море во время путешествия из Южной Африки в Англию. Мемориальная доска ему находится в часовне Уитли приходской церкви Эрит.

## Вклад в науку
Уитли сформулировал раннюю строгую количественную теорию денег, связав предложение денег строго с инфляцией. Отрицал, что денежная экспансия имела какие-либо стимулирующие эффекты на промышленность. Уитли заявил, что причина инфляции начала XIX века в чрезмерной эмиссии банкнот Банком Англии. Уитли иногда ассоциируется с разработкой идеи "оптимального" количества денег. Ему также приписывают признание международного выравнивания цен на товары посредством торговли и ранней формы теории паритета покупательной способности. Вопреки взглядам Дэвида Юма Уитли отрицал автоматический механизм ценового потока.
Йозеф Шумпетер отмечал, что Уитли первый заметил в своей работе «Эссе по теории денег» 1807 года, что «избыточность» товара, т. е. давление на уровень цен, а не какое-либо происшествие в мире товаров как таковом, может вызвать неблагоприятное изменение обменных курсов.